# Johannes Englander
Johannes Magnusson Englander (i riksdagen kallad Englander i Tingsryd), född 31 juli 1818 i Tingsås församling, Kronobergs län, död där 15 april 1901, var en svensk handelsman och politiker.
Englander var ledamot av riksdagens andra kammare 1870–1875, invald i Konga härads valkrets i Kronobergs län. Han tillhörde Lantmannapartiet.